# ای‌بی‌سی (آلبوم جکسون فایو)
«ای‌بی‌سی» (به انگلیسی: ABC) آلبومی از جکسون فایو است که در ۸ مه ۱۹۷۰ منتشر شد.